# Titus Juli Prisc
Titus Juli Prisc (en llatí Titus Julius Priscus) va ser un governador romà, breument autoproclamat Emperador.
A finals del 250, els gots llançaren una sèrie d'invasions sobre el territori romà, travessant el riu Danubi. Primer van caure sobre Oescus i després sobre Filipòpolis, ciutat on es trobava Prisc, governador de la Tràcia i Macedònia, posant-la sota setge. Una segona columna de gots, liderats pel rei Cniva, es va desplaçar a l'oest, però foren bloquejats per l'exèrcit de Trebonià Gal, governador de la Mèsia Inferior, a Novae. Els gots es dirigiren llavors cap a Nicòpolis, on foren interceptats per les tropes de l'emperador Deci. Després de diverses batusses, on Cniva va ser capaç de derrotar els romans, els gots es reuniren amb les seves forces que assetjaven Filipòpolis. Prisc, que encara es trobava a la ciutat, al saber que no tenia cap esperança de rebre ajuda exterior, va decidir rendir la ciutat i es va autoproclamar emperador per intentar pactar amb els Gots. Aquests, però, assaltaren la ciutat i assassinaren un gran nombre d'habitants. Prisc segurament fou un d'ells.